# Дебют ферзевых пешек
Дебю́т фе́рзевых пе́шек — шахматный дебют, начинающийся ходами: 
 1. d2-d4 d7-d5.
В современной практике этим термином называют системы, в которых белые отказываются от хода 2. c2-c4, ведущего к ферзевому гамбиту. В зависимости от последующих ходов возникают различные по стратегическим планам варианты.

## Варианты
- 2. Сc1-g5 — см. атака Левитского
- 2. Kb1-c3 
  - 2. …Kg8-f6 3. e2-e4 — см. гамбит Блэкмара — Димера
  - 2. …Kg8-f6 3. Cc1-g5 — см. система Вересова
  - 2. …Kg8-f6 3. Cc1-f4
- 2. Kg1-f3 Kg8-f6
  - 3. Cc1-g5 — см. атака Торре
  - 3. Cc1-f4 — см. лондонская система
  - 3. e2-e3 e7-e6 4. Cf1-d3 c7-c5
    - 5. с2-с3 — см. система Колле
    - 5. b2-b3 — см. система Цукерторта
- 2. e2-e3 Кg8-f6 3. Сf1-d3 — система «Каменная стена» за белых.
- Ещё позиция: 2. f4 , d5xf4 эта позиция позволяет белым атаковать черных